# Georgiens fodboldlandshold
Georgiens fodboldlandshold (georgisk: საქართველოს ეროვნული საფეხბურთო ნაკრები, tr. sakartvelos erovnuli sapekhburto nak'rebi) er det nationale fodboldhold i Georgien, og landsholdet bliver administreret af GFF. Herreholdet deltog første gang i en slutrunde ved EM 2024.
For resultater før 1991 se Sovjetunionens fodboldlandshold.

## Kvalifikation til VM i fodbold 2018
| Pos | Hold     | K  | V | U | T | M+ | M- | MF  | P  | Kvalifikation                         |
| --- | -------- | -- | - | - | - | -- | -- | --- | -- | ------------------------------------- |
| 1   | Serbien  | 10 | 6 | 3 | 1 | 20 | 10 | +10 | 21 | Kvalifikation til FIFA World Cup 2018 |
| 2   | Irland   | 10 | 5 | 4 | 1 | 12 | 6  | +6  | 19 | Gik videre til playoff                |
| 3   | Wales    | 10 | 4 | 5 | 1 | 13 | 6  | +7  | 17 |                                       |
| 4   | Østrig   | 10 | 4 | 3 | 3 | 14 | 12 | +2  | 15 |                                       |
| 5   | Georgien | 10 | 0 | 5 | 5 | 8  | 14 | −6  | 5  |                                       |
| 6   | Moldova  | 10 | 0 | 2 | 8 | 4  | 23 | −19 | 2  |                                       |

     Holdet er kvalificeret
     Holdet har sikret sig i hvert fald at komme til play-off
     Holdet har i hvert fald sikret sig en andenplads
     Holdet kan ikke kvalificere sig direkte
     Holdet har ingen chance for at kvalificere sig

## EM 2024
Det georgiske herrelandshold vandt UEFA Nations League 2022-23 League C, hvilket gav oprykning til League B samt deltagelse i playoff til EM-slutrunden 2024. De vandt den afgørende kamp mod Grækenland efter 0-0 og straffesparkskonkurrence (4-2) og kom dermed med til slutrunden. Efterfølgende nominerede landets premierminister Irakli Kobakhidze holdet til æresorden for deres præstation.
Ved slutrunden kom holdet i pulje med Portugal, Tjekkiet og Tyrkiet. Her blev det til uafgjort mod Tjekkiet samt en overraskende 2-0-sejr over Portugal, hvorved georgierne gik videre til knockoutfasen som en af de fire bedste treere. Ottendedelsfinalen blev dog endestationen for holdet, der tabte 1-4 til Spanien.

## Spillere

### Aktuel trup
Følgende spillere blev indkaldt til venskabskampen mod Cypern den 10. november 2017 og Hviderusland den 13. november 2017.

Antal kampe og mål er opdateret pr. 13. november 2017 efter kampen mod Hviderusland.